# Shelby (Indiana)
Shelby è un census-designated place (CDP) degli Stati Uniti d'America, situato nello stato dell'Indiana, nella contea di Lake.